# Мери Кинг застој
Мери Кинг застој (енгл. Mary King's Close) била је улица у граду Единбург у Шкотској. Данас се налази под земљом. Многи људи верују да тамо живе духови. Прије него је улица закопана у 17. веку у њој је доста становника било заражено кугом. Сви људи из улице су се заразили јер нису смели да изађу из ње. Ова улица је некад имала и зграде и пуно кућа а данас је туристичка атракција.
Мери Кинг застој је отворен за јавност у априлу 2003.